# 千葉信哉
千葉 信哉 （ちば しんや、1961年12月12日 - ）は、 日本の元アルペンスキーヤー。
1984年サラエボオリンピック（男子滑降で28位、男子大回転で30位）と1988年カルガリーオリンピック（男子スーパー大回転で14位、男子滑降で11位）に出場した。 